# Bloch MB.81
Les Bloch MB.80 et MB.81 sont des avions monomoteurs de transport sanitaire français de l'entre-deux-guerres.

## Présentation

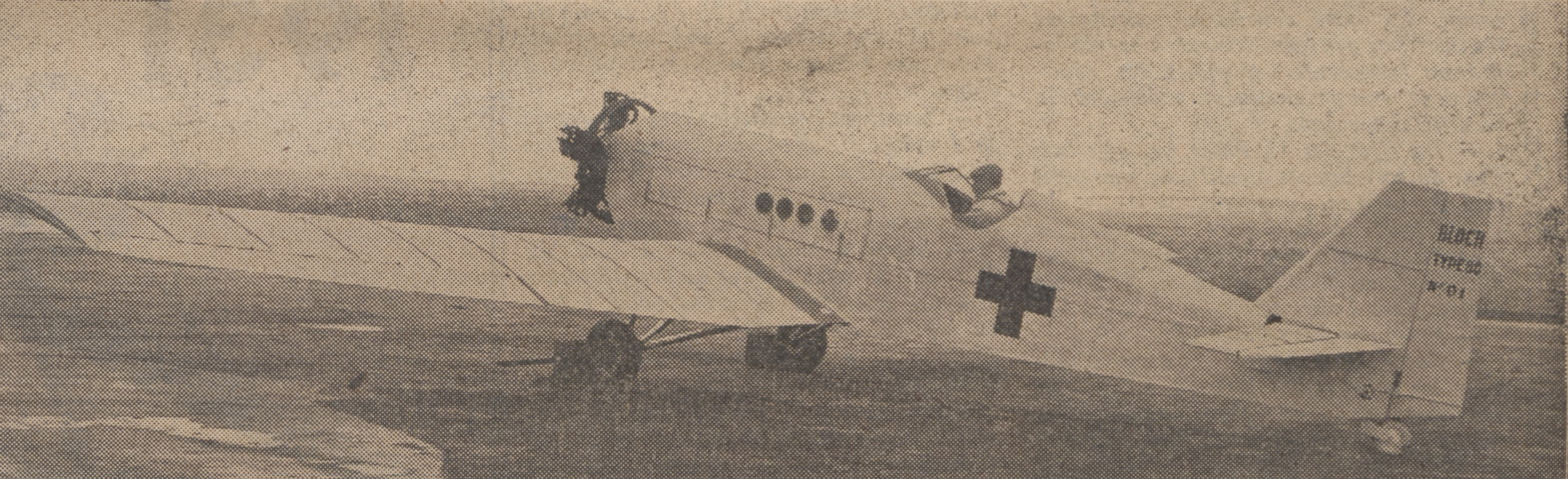
Le prototype Bloch MB.80.

Au début des années 1930 l'état français étudia la possibilité de créer une aviation coloniale. Un des projets envisagés portait sur un appareil de transport sanitaire capable d’aller chercher des blessés ou des malades dans des zones montagneuses en utilisant des terrains sommairement aménagés. L'utilisation d'un tel appareil était surtout dirigée vers le Maroc et la Syrie. La Société des avions Marcel Bloch s'étant vu commander par marché d'état un prototype, elle réalisa un monoplan à aile basse cantilever et train classique fixe à large voie de construction entièrement métallique. Un long compartiment situé entre le pilote et le moteur et fermé par un panneau articulé sur le côté droit du fuselage permettait le transport d'un patient allongé sur une civière. Le pilote avait donc vue sur son passager, auquel il était relié par phonie.

## Un MB.80 et 20 MB.81
Désigné MB.80 le prototype prit l'air au début de l'été 1932 à Villacoublay. Piloté par Zacharie Heu, il était équipé d’un moteur en étoile Lorraine 5Pe de 120 ch. En octobre 1932 le moteur 5 cylindres fut remplacé par un groupe 9 cylindres plus puissant, le Salmson 9Nd de 175 ch. C'est ce dernier modèle qui fut retenu par les services officiels, une vingtaine d'exemplaires étant livrés à l'Armée de l'Air.
Cet avion fut utilisé essentiellement au Maroc et en Syrie, quelques exemplaires volant toujours au début de la Seconde Guerre mondiale: Créé en Syrie le 8 juillet 1940 une des premières escadrilles de la France libre, le French Communication Flight no 3 disposait du MB.81 no 4, qui reçut le serial britannique AX677. Réformé le 1er avril 1942, (pour avoir percuté la tente de commandement de la 1ere DFL) c'était probablement le dernier MB.81 en état de vol. Un autre MB81 aurait volé en Angleterre. Entre juin 1940 et septembre 1944, cet avion fit ce pourquoi il avait été pensé : évacuer et transférer des blessés et des malades. C’est au retour d’une mission entre le sud de l’Écosse et la région de Londres que l’avion termina sa carrière. L'origine de cet avion est incertaine ainsi que son serial RAF: AX664 !